# Dicranomyia (Dicranomyia) transfuga
Dicranomyia (Dicranomyia) transfuga is een tweevleugelige uit de familie steltmuggen (Limoniidae). De soort komt voor in het Oriëntaals gebied.